# That’s Why I’m Here
That’s Why I’m Here ist ein Studioalbum von James Taylor.

## Geschichte
That’s Why I’m Here ist das erste Album von Songwriter James Taylor nach vier Jahren Pause und nach der Trennung von seiner Ehefrau Carly Simon. Für die Aufnahmen seiner neuen Lieder holte James Taylor zahlreiche Kollegen aus vergangenen gemeinsamen Folkjahren ins Studio. Don Henley von den Eagles, Joni Mitchell und Graham Nash sind die bekanntesten Namen. Neben den eigenen Songs nahm er eine Version von Buddy Hollys Hit Everyday auf, die auch als Single veröffentlicht wurde. Das Album war jedoch weit weniger erfolgreich als all seine bisherigen Alben. Taylor konnte sich zwar auf seine alte Fangemeinde verlassen, die das Album bis auf den 34. Platz der Albumcharts in den USA hoben.

## Titelliste
Alle Songs wurden von James Taylor geschrieben, außer dort, wo anders angegeben
1. That's Why I'm Here – 3:39
2. Song for You Far Away – 2:58
3. Only a Dream in Rio (J. Taylor, J. Maraniss) – 5:01
4. Turn Away – 3:25
5. Going Around One More Time (L. Taylor) – 3:27
6. My Romance (L. Hart, R. Rodgers) – 2:48 (nur auf CD)
7. Everyday (N. Petty, C. Hardin) – 3:16
8. Limousine Driver – 3:54
9. Only One – 4:22
10. Mona – 2:51
11. (The Man Who Shot) Liberty Valance (B. Bacharach, H. David) – 3:46
12. That's Why I'm Here (Reprise) – 0:29